# 19 Dywizja Pancerna (ZSRR)
19 Dywizja Pancerna (ros. 19-я танковая дивизия) – radziecka dywizja pancerna z okresu II wojny światowej.
19 Dywizja Pancerna sformowana została w 1940. W czasie napaści wojsk III Rzeszy i jej satelitów na Związek Radziecki wchodziła w skład 22 Korpusu Zmechanizowanego i nie osiągnęła jeszcze pełnej gotowości bojowej. Na wyposażeniu posiadała wówczas 163 czołgi, w tym 142 T-26 oraz 32 działa różnych kalibrów, 295 samochodów ciężarowych, 52 ciągniki i 10 motocykli. Uczestnicząc w bitwie w rejonie Dubno – Łuck – Brody przeciw wojskom niemieckim, w tym 14 Dywizji Pancernej, 1 Dywizja Pancerna SS „Leibstandarte SS i 113 Dywizją Piechoty poniosła ciężkie straty. Rozwiązanie 19 DPanc. nastąpiło 8 października 1941.

## Dowódcy 19 Dywizji Pancernej
- gen. mjr Kuźma Semenczenko[2].

## Struktura organizacyjna
- 37 pułk pancerny (37-я танковый полк)
- 38 pułk pancerny (38-я танковый полк)
- 19 pułk piechoty zmotoryzowanej (19-й мотострелковый полк)
- 19 pułk artylerii haubic (19-й гаубичный артиллерийский полк)[3].